# 雅辛·卢阿蒂
雅辛·卢阿蒂（法語：Yacine Louati，1992年3月4日—），生于图尔宽，法国男子排球运动员，2020年夏季奥林匹克运动会男子金牌得主、2024年夏季奥林匹克运动会男子金牌得主。